# Vertrag über das Verbot von Kernwaffenversuchen in der Atmosphäre, im Weltraum und unter Wasser

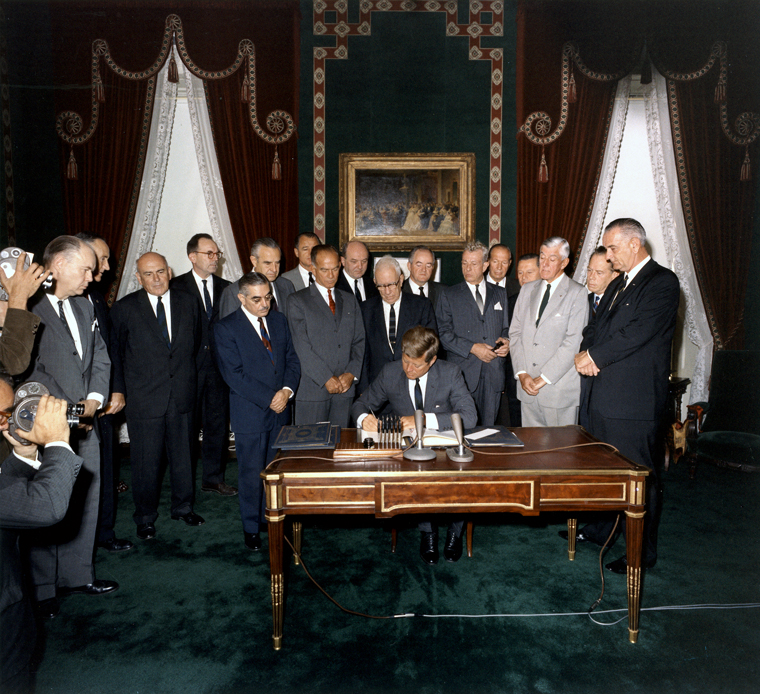
Präsident John F. Kennedy unterzeichnet am 7. Oktober 1963 den Vertrag im Weißen Haus

Atmosphärisches ^{14}C, in Neuseeland und Österreich. Durch die Kernwaffentests wurde bis 1963 die ^{14}C-Konzentration relativ zu ^{12}C fast verdoppelt. Dies hat bedeutende Konsequenzen für die Radiokohlenstoffdatierung. So erlaubt es unter anderem eine präzisere Datierung von Proben aus der Zeit nach 1963. Siehe auch Kernwaffen-Effekt

Vertragsstaaten:
Unterzeichnet und ratifiziert
Beitritt oder Nachfolge
Nur unterzeichnet
Nicht unterzeichnet

Der Vertrag über das Verbot von Kernwaffenversuchen in der Atmosphäre, im Weltraum und unter Wasser wird auch Moskauer Atomteststoppabkommen oder Partieller Teststopp-Vertrag genannt. Die Englischen Bezeichnungen lauten, Limited Test Ban Treaty (LTBT),  Nuclear Test Ban Treaty (NTBT), Partial Test Ban Treaty (PTBT) oder kurz Test Ban Treaty (TBT).
Der LTBT-Vertrag wurde am 5. August 1963 zur Unterzeichnung freigegeben. Er wurde ursprünglich zwischen den Atommächten USA, der Sowjetunion und Großbritannien (die drei Staaten auch bezeichnet als „Original Parties“) geschlossen. Frankreich und Kanada waren bei den Verhandlungen seit 1955 involviert, zeichneten den Vertrag jedoch nicht (siehe Test-Chronologie). Der Vertrag trat am 10. Oktober 1963 in Kraft.
Mit dem LTBT-Vertrag wurden alle vormals oberirdischen Tests auf unterirdische Tests beschränkt.
Der LTBT-Vertrag ist, neben dem CTBT-Vertrag, nicht mit dem Atomwaffensperrvertrag (NVV) (Non-Proliferation Treaty, NPT) zu verwechseln.

## Zweck
Der Vertrag verbietet Atomwaffentests und andere Kernexplosionen, die in der Atmosphäre, im Weltraum und unter Wasser (Hoheitsgewässer und Hohe See) durchgeführt werden, sowie Explosionen, in deren Folge radioaktiver Niederschlag (Fallout) außerhalb der Grenzen des Landes gelangt, das die Explosion durchführt.
Mit dem LTBT-Vertrag wurden alle vormals oberirdischen Tests auf unterirdische Tests beschränkt. Dies war ein bedeutender Schritt zur Kontrolle von Atomwaffen.

## Vertragsstand
Mit Stand April 2024 haben von 125 Ländern („Parties“ oder „Participants“) 104 unterschrieben, darunter auch Deutschland.
Zwei der fünf Atommächte nach Definition durch den Nichtverbreitungsvertrag (NVV), d. h. Frankreich und China, haben den Vertrag nicht unterschrieben.

## Hintergrund
Sein Zustandekommen im Kalten Krieg war auch durch die damals festgestellte besorgniserregende Zunahme der Radioaktivität in der Erdatmosphäre motiviert. Dieser Anstieg war auf Kernwaffenexplosionen zurückzuführen, die im Rahmen militärischer Testprogramme der Großmächte bis Anfang der 1960er Jahre in großer Zahl stattgefunden hatten. Eine 1958 von dem Biochemiker Herman Moritz Kalckar angeregte Untersuchung hatte außerdem ergeben, dass der Gehalt des radioaktiven Fallout-Isotops Strontium-90 in Milchzähnen von Kindern in der Hochphase der Kernwaffenversuche dramatisch zugenommen hatte, ein Faktor, der mit einer Häufung von frühen Krebserkrankungen korreliert. Das Hauptziel des Vertrages war deshalb, die Freisetzung des mit Nuklearwaffentests verbundenen radioaktiven Fallouts zu verhindern und damit auch das Wettrüsten einzudämmen. Letzteres ging zwar nahezu ungebremst weiter, jedoch fanden nun Testexplosionen der Vertragsparteien immer unterirdisch statt, so dass diese Länder keinen weiteren Fallout mehr erzeugten.

## Test-Chronologie
Großbritannien führte den letzten atmosphärischen Test am 23. September 1958 (Grapple Z – Operation Grapple) durch, die USA am 9. Juni 1963 (Test Tightrope – Operation Fishbowl, Teil von Operation Dominic; sowie Operation Sunbeam und Little Feller im Jahr 1962) und die UdSSR am 25. Dezember 1962 (Test 221, Nowaja Semlja). Die zuvor fast auf das Doppelte des natürlichen Levels angestiegene Radioaktivität in der Atmosphäre geht deshalb seit Inkrafttreten des Vertrages wieder zurück.

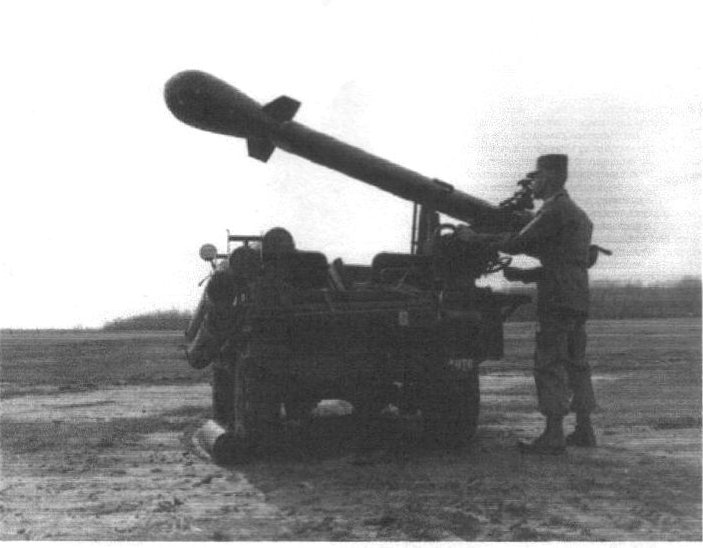
Little Feller I, der letzte oberirdische Kernwaffentest in dem Jahr 1962 auf dem US-Testgelände Nevada mit dem Davy Crockett System, benannt nach dem US-Politiker Crockett

Nur die Atommächte Volksrepublik China und Frankreich, die dem Vertrag bis heute nicht beigetreten sind, testeten damals oberirdisch weiter. Frankreich führte vom 2. Juli 1966 bis zum 14. September 1974 41 Tests durch, China zwischen dem 16. Oktober 1964 und dem 16. Oktober 1980 22 Tests.

## Mögliche Verstöße
Ein möglicher Verstoß gegen den Vertrag war ein vermuteter Nuklearwaffentest Israels und/oder Südafrikas (Vela-Zwischenfall) am 22. September 1979 im südlichen Indischen Ozean, der von einem US-amerikanischen Vela-Satelliten entdeckt wurde.

## Nachfolgervertrag CTBT
Als Nachfolger, bzw. Ergänzung des LTBT-Vertrag gilt englisch Umfassende Atomteststoppvertrag ‚Comprehensive Test Ban Treaty (CTBT)‘ aus dem Jahr 1996 (Unterzeichnung), welcher das Ziel hat, sämtliche Kernwaffentests zu verbieten. 
Auf politischer Ebene geht das Vorhaben in den USA auf die Initiative von George H. W. Bush und auch Bill Clinton zurück.
Der auch bekannt als Kernwaffenteststopp-Vertrag – auch in der Kurzform als englisch nuclear test ban bekannt – schränkt das aktive Testen vollständig ein (Verbot) und überführt damit die Kernwaffenkomplexe (z. B. in den USA unter Leitung der National Nuclear Security Administration) der fünf Atommächte in das Zeitalter der Erhaltung der nuklearen Abschreckung (Stockpile Stewardship).